# Trixiphichthys weberi
Trixiphichthys weberi is een straalvinnige vissensoort uit de familie van driestekelvissen (Triacanthidae). De wetenschappelijke naam van de soort is voor het eerst geldig gepubliceerd in 1910 door Chaudhuri.